# Charles Bennett (peleador)
Charles Daniel «Krazy Horse» Bennett (Gainesville, Florida; 23 de noviembre de 1979) es un artista marcial mixto estadounidense que compite en la división de peso pluma. También es un boxeador a puño limpio que compite en Bare Knuckle Fighting Championship (BKFC).
Caracterizado por su estilo de lucha impredecible y explosivo y su personalidad, Bennett ha sido un competidor profesional desde 1999, con participaciones en Pride Fighting Championship, Rizin FF, EliteXC, King of the Cage, World Extreme Fighting y ShoXC. Aunque nunca ha ganado un campeonato en AMM, Bennett posee una considerable popularidad entre los fanáticos.

## Antecedentes
Bennett nació en Gainesville, Florida, y es el segundo hijo de once hermanos. Bennett vivió en Gainesville durante los primeros ocho años de su vida antes de mudarse a Ocala, Florida, para vivir con su padre después de que arrestaran a su madre por un cargo de drogas. Bennett tuvo una crianza problemática ya que provenía de un hogar roto, a menudo se metía en peleas, y sus padres abusaban del crack. Al crecer, Bennett se describía a sí mismo como la «oveja negra» de la familia, pero era muy atlético y era un talentoso jugador de fútbol americano en la escuela secundaria. Sin embargo, Bennett fue expulsado del equipo durante su segundo año, y durante su tercer año su padre lo echó de la casa. Bennett finalmente abandonó la escuela secundaria y se dedicó al narcotráfico. Entre unas temporadas en la cárcel, encontró un anuncio en el periódico de un gimnasio de artes marciales mixtas en Ocala, y decidió inscribirse y unirse al gimnasio. Sus entrenadores quedaron impresionados con su velocidad y fuerza, pero en ese momento, Bennett todavía traficaba drogas. Finalmente, Bennett dejó de vender narcóticos y se centró en las artes marciales mixtas, motivado por el nacimiento de su primer hijo para cambiar su estilo de vida, aunque continuó siendo arrestado por cargos de drogas hasta 2011. Bennett también le da crédito al propietario de King of the Cage, Terry Trebilcock Jr., en ayudar a cambiar su estilo de vida.

## Carrera en artes marciales mixtas

### Carrera temprana
En septiembre de 1999 y con diecinueve años, Bennett hizo su debut profesional en una promoción regional en Atlanta, Georgia, compitiendo en la categoría de peso ligero, donde perdió ante John Swift por rendición. En su próxima pelea un año después, logró su primera victoria profesional después de noquear a Todd Carney con un golpe en el primer asalto en el evento New Blood Conflict para World Extreme Fighting. En la segunda pelea de Bennett en WEF, perdió ante Rich Clementi después de rendirse por golpes en el primer asalto. Bennett ganó sus siguientes dos peleas por golpes, antes de hacer su debut en King of the Cage en KOTC 10 contra Duane Ludwig. Bennett perdió después de rendirse por agotamiento en el segundo asalto. A continuación Bennett ganó nueve de sus siguientes diez peleas, incluida una victoria sobre el ex marine estadounidense Gerald Strebendt. Su racha ganadora de cuatro peleas fue rota por el futuro campeón de peso pluma de Pancrase, Takumi Nakayama, por rendición.

### Pride Fighting Championship y King of the Cage
Con un registro de 12-5, Bennett firmó con la promoción japonesa Pride Fighting Championship, haciendo su debut contra Takanori Gomi en PRIDE Bushido 5 el 14 de octubre de 2004, en lo que también fue el debut en el extranjero de Bennett. Bennett perdió por kimura en el primer asalto. Después de un regreso a King of the Cage en el que logró resultados mixtos, Bennett regresó a Pride en PRIDE Bushido 7 el 22 de mayo de 2005, derrotando a Yoshiro Maeda por nocaut en poco menos de dos minutos en el primer asalto.
El 25 de septiembre, Bennett hizo su siguiente aparición en PRIDE Bushido 9, perdiendo una pelea ante Dokonjonosuke Mishima por rendición en el primer asalto. Después de no conseguir la pelea por el Campeonato de Peso Gallo King of the Cage contra el futuro Campeón de Peso Pluma de WEC Urijah Faber, Bennett luchó en PRIDE Shockwave 2005 contra el luchador japonés Ken Kaneko, y ganó por rendición. Después de ganar la pelea, Bennett derribó al árbitro, quien en respuesta le sacó una tarjeta amarilla.
Después de su pelea con Kaneko, Bennett estuvo involucrado en un altercado entre bastidores con Cristiano Marcello, miembro de la Chute Boxe Academy. En un video publicado en el sitio web oficial de Chute Boxe, se ve a Bennett atacando a Marcello. Bennett supuestamente insultó a la Chute Boxe Academy y a Wanderlei Silva, lo que provocó una pelea entre Marcello y Bennett. Bennett cargó contra Marcello mientras lanzaba golpes, y ambos hombres cayeron al suelo, donde Marcello dejó inconsciente a Bennett con un estrangulamiento triangular antes de que la pelea terminara. Después de despertar, Bennett noqueó a Wanderlei Silva con un puñetazo.
El 4 de junio de 2006, Bennett hizo su última aparición para la organización en PRIDE Bushido 11 contra Tatsuya Kawajiri. Bennett perdió la pelea por rendición en el primer asalto. Tenía un registro de 2-3 con la promoción.

### EliteXC
El 10 de febrero de 2007, Bennett hizo su debut para EliteXC, en el evento inaugural de la compañía EliteXC: Destiny, contra KJ Noons. Bennett derrotó a Noons por nocaut en lo que fue una sorpresa.

### Carrera posterior y otras empresas
En 2004, Bennett, junto con los luchadores Din Thomas y Aaron Riley, aparecieron en la película de Chris Fuller Loren Cass.
En septiembre de 2010, Bennett se presentó en las pruebas de The Ultimate Fighter: Team GSP vs. Team Koscheck, pero no llegó al elenco final.

### Regreso a las artes marciales mixtas
En octubre de 2015, después de estar alejado del deporte durante casi tres años, Bennett volvió a la competencia activa de AMM para su antigua organización, King of the Cage. Bennett peleó seis veces en los siguientes once meses y registró cuatro victorias y dos derrotas.
En septiembre de 2016, Bennett hizo una aparición para Rizin Fighting Federation y compitió en la división de peso pluma. Derrotó a Minoru Kimura por nocaut técnico en 7 segundos del primer asalto en el Rizin World Grand Prix 2016: 1st Round.

## Problemas legales
Entre 1999 y 2009, Bennett fue arrestado 14 veces por cargos que incluían: venta de cocaína, robo con allanamiento de morada, agresión con agravantes a una mujer embarazada y posesión de éxtasis. Se retiró el cargo de agresión agravada contra una mujer embarazada en relación con un incidente de 2002; fue declarado culpable de dos cargos de drogas en 2000 y 2001, y también fue declarado culpable de otra agresión agravada en 2008, que surgió de una disputa doméstica.
El 16 de enero de 2011, Bennett estaba entrenando en un gimnasio en el condado de Bernalillo, Nuevo México, y tuvo un altercado físico con un compañero de equipo. Según un informe policial, los ánimos estallaron entre los dos y el otro luchador derribó a Bennett, quien luego se vistió y salió del edificio. Sin embargo, Bennett regresó inesperadamente quince minutos después armado con una pieza pesada de acero, y atacó al luchador por la espalda. Fue acusado de agresión agravada.
En 2013, Bennett fue arrestado nuevamente por agresión.

## Récord de artes marciales mixtas
| Récord profesional | Récord profesional | Récord profesional |
| 78 peleas          | 30 victorias       | 46 derrotas        |
| ------------------ | ------------------ | ------------------ |
| Nocaut             | 21                 | 10                 |
| Sumisión           | 6                  | 25                 |
| Decisión           | 3                  | 11                 |
| Empate             | 2                  | 2                  |

| Resultado | Récord  | Oponente              | Método                               | Evento                                        | Fecha                    | Asalto | Tiempo    | Localización                                   | Notas |
| --------- | ------- | --------------------- | ------------------------------------ | --------------------------------------------- | ------------------------ | ------ | --------- | ---------------------------------------------- | ----- |
| Derrota   | 30-43-2 | Rob Emerson           | KO (golpes)                          | Gamebred FC 2                                 | 1 de octubre de 2021     | 1      | 4:36      | Biloxi, Misisipi, Estados Unidos               |       |
| Derrota   | 30-42-2 | Jason Knight          | Rendición (rear-naked choke)         | Gamebred FC 1                                 | 19 de junio de 2021      | 1      | 2:15      | Biloxi, Misisipi, Estados Unidos               |       |
| Derrota   | 30-41-2 | Kevin Croom           | Rendición (rear-naked choke)         | Fighting Alliance Championship 1              | 24 de agosto de 2019     | 1      | 2:15      | Independence, Misuri, Estados Unidos           |       |
| Derrota   | 30-40-2 | Zach Shaw             | Rendición (rear-naked choke)         | TWC: Bennett vs. Shaw                         | 1 de diciembre de 2018   | 1      | 3:29      | Lansing, Míchigan, Estados Unidos              |       |
| Derrota   | 30-39-2 | James Freeman         | Rendición técnica (rear-naked choke) | Island Fights 48                              | 2 de junio de 2018       | 2      | 0:44      | Pensacola, Florida, Estados Unidos             |       |
| Derrota   | 30-38-2 | Bruce Lutchmedial     | Decisión (unánime)                   | CamSoda Legends                               | 26 de abril de 2018      | 3      | 5:00      | Fort Lauderdale, Florida, Estados Unidos       |       |
| Derrota   | 30-37-2 | Brok Weaver           | Decisión (dividida)                  | Island Fights 46                              | 8 de febrero de 2018     | 3      | 5:00      | Pensacola, Florida, Estados Unidos             |       |
| Derrota   | 30-36-2 | Cody Pfister          | Rendición (rear-naked choke)         | Fist Fight Night 2: Pfister vs Felony         | 30 de septiembre de 2017 | 1      | 2:36      | Amarillo, Texas, Estados Unidos                |       |
| Derrota   | 30-35-2 | Ray Cooper III        | TKO (golpes)                         | X-1: Braddah vs. Felony                       | 12 de agosto de 2017     | 2      | 2:48      | Honolulu, Hawái, Estados Unidos                |       |
| Derrota   | 30-34-2 | Balajin               | Rendición (choke)                    | Kunlun Fight MMA 13                           | 6 de julio de 2017       | 2      | 0:55      | Jining, China                                  |       |
| Derrota   | 30-33-2 | Zhenhong Lu           | TKO (detención de la esquina)        | Kunlun Fight MMA 11                           | 4 de mayo de 2017        | 1      | 5:00      | Jining, China                                  |       |
| Derrota   | 30-32-2 | Cody Stevens          | Decisión (unánime)                   | RFO Big Guns 23                               | 24 de marzo de 2017      | 3      | 5:00      | Cleveland, Ohio, Estados Unidos                |       |
| Derrota   | 30-31-2 | Lawrence Fitzpatrick  | Rendición (rear-naked choke)         | Tanko Fighting Championships 3                | 11 de febrero de 2017    | 1      | 4:42      | Mánchester, Inglaterra, Reino Unido            |       |
| Victoria  | 30-30-2 | Minoru Kimura         | TKO (golpes)                         | Rizin World Grand-Prix 2016                   | 25 de septiembre de 2016 | 1      | 0:07      | Saitama, Prefectura de Saitama, Japón          |       |
| Victoria  | 29-30-2 | Paul Rodriguez        | Rendición (heel hook)                | Battleground: Perry vs. Mundell               | 14 de mayo de 2016       | 1      | 0:43      | Kissimmee, Florida, Estados Unidos             |       |
| Derrota   | 28-30-2 | Matt DiMarcantonio    | Decisión (unánime)                   | KOTC: Extreme Horsepower                      | 12 de marzo de 2016      | 3      | 5:00      | Niagara Falls, Nueva York, Estados Unidos      |       |
| Victoria  | 28-29-2 | Terrell Hobbs         | Rendición (heel hook)                | EWC 9: Takeover                               | 4 de febrero de 2016     | 1      | 1:17      | Salem, Virginia, Estados Unidos                |       |
| Derrota   | 27-29-2 | Jimmy Zidek           | Decisión (dividida)                  | KOTC: Thunder & Lightning                     | 8 de enero de 2016       | 3      | 5:00      | Carlton, Minnesota, Estados Unidos             |       |
| Victoria  | 27-28-2 | Danny Black           | KO (golpes)                          | KOTC: Harvest of Champions                    | 25 de octubre de 2015    | 1      | 1:41      | Sloan, Iowa, Estados Unidos                    |       |
| Derrota   | 26-28-2 | Ronnie Rogers         | Rendición (triangle choke)           | Warfare 7: Invasion                           | 7 de diciembre de 2012   | 1      | 3:45      | Myrtle Beach, Carolina del Sur, Estados Unidos |       |
| Derrota   | 26-27-2 | Johnavan Vistante     | Decisión (unánime)                   | Destiny MMA: Na'Koa                           | 8 de septiembre de 2012  | 5      | 5:00      | Honolulu, Hawái, Estados Unidos                |       |
| Derrota   | 26-26-2 | Chris McDaniel        | Rendición (triangle choke)           | ShoFight 20                                   | 16 de junio de 2012      | 1      | 2:52      | Springfield, Misuri, Estados Unidos            |       |
| Victoria  | 26-25-2 | John Mahlow           | TKO (golpes)                         | Art of Fighting 15                            | 15 de mayo de 2012       | 1      | 3:23      | Jacksonville, Florida, Estados Unidos          |       |
| Derrota   | 25-25-2 | Peter Grimes          | Rendición (guillotine choke)         | CFA 06: Palomino vs. Warfield                 | 13 de abril de 2012      | 2      | 3:36      | Miami, Florida, Estados Unidos                 |       |
| Derrota   | 25-24-2 | Luis Palomino         | KO (golpe)                           | CFA 04: Izquierdo vs. Cenoble                 | 17 de diciembre de 2011  | 1      | 3:59      | Coral Gables, Florida, Estados Unidos          |       |
| Victoria  | 25-23-2 | Michael Casteel       | KO (bombazo y golpes)                | KOTC: Rising Sun                              | 10 de septiembre de 2011 | 1      | 0:56      | Santa Fe, Nuevo México, Estados Unidos         |       |
| Derrota   | 24-23-2 | Matt Muramoto         | Rendición (rear-naked choke)         | KOTC: Shockwave                               | 23 de julio de 2011      | 1      | 2:48      | Oroville, California, Estados Unidos           |       |
| Derrota   | 24-22-2 | Jason Gybels          | Rendición (rear-naked choke)         | UCS: Caged Combat 3                           | 16 de abril de 2011      | 3      | 4:14      | Grand Ronde, Oregón, Estados Unidos            |       |
| Derrota   | 24-21-2 | John Harris           | Decisión (dividida)                  | Hess Extreme Fighting                         | 15 de marzo de 2011      | 3      | 5:00      | Panama City Beach, Florida, Estados Unidos     |       |
| Derrota   | 24-20-2 | Fábio Mello           | Decisión (dividida)                  | World Extreme Fighting 45                     | 22 de enero de 2011      | 3      | 5:00      | Jacksonville, Florida, Estados Unidos          |       |
| Derrota   | 24-19-2 | Drew Fickett          | Rendición (guillotine choke)         | Shine Fights: Lightweight Grand Prix          | 10 de septiembre de 2010 | 1      | 3:34      | Newkirk, Oklahoma, Estados Unidos              |       |
| Victoria  | 24-18-2 | Harris Norwood        | Rendición (guillotine choke)         | WEF: World Extreme Fighting                   | 10 de julio de 2010      | 2      | 4:55      | Kissimmee, Florida, Estados Unidos             |       |
| Derrota   | 23-18-2 | Sterling Ford         | Decisión (unánime)                   | Action Fight League: Rock-N-Rumble 3          | 4 de junio de 2010       | 3      | 5:00      | Hollywood, Florida, Estados Unidos             |       |
| Derrota   | 23-17-2 | Bobby Green           | KO (golpes)                          | KOTC: Fight 4 Hope                            | 17 de diciembre de 2009  | 1      | 2:17      | San Bernardino, California, Estados Unidos     |       |
| Victoria  | 23-16-2 | Eric Moon             | KO (golpes)                          | KOTC: Super Stars                             | 13 de agosto de 2009     | 1      | 3:32      | Highland, California, Estados Unidos           |       |
| Derrota   | 22-16-2 | Anthony McDavitt      | Decisión (dividida)                  | KOTC: Legends                                 | 6 de junio de 2009       | 3      | 3:00      | Winterhaven, California, Estados Unidos        |       |
| Victoria  | 22-15-2 | Donnie Martinez       | Rendición (guillotine choke)         | KOTC: Hierarchy                               | 13 de octubre de 2007    | 1      | 1:39      | Albuquerque, Nuevo México, Estados Unidos      |       |
| Derrota   | 21-15-2 | Victor Valenzuela     | TKO (rendición a golpes)             | ShoXC: Elite Challenger Series                | 25 de agosto de 2007     | 1      | 3:23      | Vicksburg, Misisipi, Estados Unidos            |       |
| Victoria  | 21-14-2 | Dan Loman             | KO (golpe)                           | KOTC: Battle at the Bowl                      | 21 de julio de 2007      | 2      | 3:15      | Wisconsin, Estados Unidos                      |       |
| Victoria  | 20-14-2 | Robert Martz          | KO (bombazo)                         | KOTC: Caged Chaos                             | 10 de marzo de 2007      | 1      | 0:29      | Laughlin, Nevada, Estados Unidos               |       |
| Victoria  | 19-14-2 | KJ Noons              | KO (golpe)                           | EliteXC: Destiny                              | 10 de febrero de 2007    | 1      | 3:43      | Southaven, Misisipi, Estados Unidos            |       |
| Victoria  | 18-14-2 | Adam Bourke           | TKO (rendición a golpes)             | KOTC: Australia                               | 8 de julio de 2006       | 2      | Sin datos | Australia                                      |       |
| Derrota   | 17-14-2 | Tatsuya Kawajiri      | Rendición (kneebar)                  | PRIDE Bushido 11                              | 4 de junio de 2006       | 1      | 2:30      | Saitama, Prefectura de Saitama, Japón          |       |
| Derrota   | 17-13-2 | Buddy Clinton         | Rendición (rear-naked choke)         | KOTC: Drop Zone                               | 18 de marzo de 2006      | 1      | 0:18      | Míchigan, Estados Unidos                       |       |
| Derrota   | 17-12-2 | Jeff Curran           | Rendición (armbar)                   | KOTC: Redemption on the River                 | 17 de febrero de 2006    | 1      | 4:32      | Illinois, Estados Unidos                       |       |
| Victoria  | 17-11-2 | Ken Kaneko            | Rendición (armbar)                   | PRIDE Shockwave 2005                          | 31 de diciembre de 2005  | 1      | 4:14      | Saitama, Prefectura de Saitama, Japón          |       |
| Derrota   | 16-11-2 | Urijah Faber          | Rendición (rear-naked choke)         | GC 46: Avalanche                              | 11 de diciembre de 2005  | 1      | 4:38      | California, Estados Unidos                     |       |
| Derrota   | 16-10-2 | Dokonjonosuke Mishima | Rendición (ankle lock)               | PRIDE Bushido 9                               | 25 de septiembre de 2005 | 1      | 4:04      | Tokio, Japón                                   |       |
| Derrota   | 16-9-2  | John Gunderson        | Rendición (rear-naked choke)         | Gladiator Challenge 40                        | 13 de agosto de 2005     | 2      | 1:28      | Oregón, Estados Unidos                         |       |
| Empate    | 16-8-2  | Victor Valenzuela     | Empate                               | KOTC 58: Prime Time                           | 5 de agosto de 2005      | 2      | 5:00      | California, Estados Unidos                     |       |
| Victoria  | 16-8-1  | Gabe Rivas            | TKO (lesión)                         | KOTC 56: Caliente                             | 9 de julio de 2005       | 1      | 2:21      | Arizona, México                                |       |
| Victoria  | 15-8-1  | Theo McDonald         | TKO (golpes)                         | KOTC 55: Grudge Match                         | 17 de junio de 2005      | 1      | 4:40      | México                                         |       |
| Victoria  | 14-8-1  | Yoshiro Maeda         | KO (golpe)                           | PRIDE Bushido 7                               | 22 de mayo de 2005       | 1      | 1:55      | Tokio, Japón                                   |       |
| Empate    | 13-8-1  | Gabe Rivas            | Empate                               | KOTC 49: Soboba                               | 20 de marzo de 2005      | 2      | 5:00      | California, Estados Unidos                     |       |
| Derrota   | 13-8-0  | Forrest Petz          | Rendición (arm-triangle choke)       | KOTC 48: Payback                              | 25 de febrero de 2005    | 1      | 3:40      | Ohio, Estados Unidos                           |       |
| Victoria  | 13-7-0  | Victor Hernandez      | KO (bombazo)                         | KOTC 47: Uprising                             | 5 de febrero de 2005     | 1      | 0:11      | México                                         |       |
| Derrota   | 12-7-0  | Dave Hisquierdo       | Rendición (arm-triangle choke)       | KOTC 44: Revenge                              | 14 de noviembre de 2002  | 2      | 1:56      | California, Estados Unidos                     |       |
| Derrota   | 12-6-0  | Takanori Gomi         | Rendición (kimura)                   | PRIDE Bushido 5                               | 14 de octubre de 2004    | 1      | 5:52      | Osaka, Japón                                   |       |
| Derrota   | 12-5-0  | Takumi Nakayama       | Rendición (rear-naked choke)         | KOTC 39: Hitmaster                            | 6 de agosto de 2004      | 1      | 2:46      | California, Estados Unidos                     |       |
| Victoria  | 12-4-0  | William Sriyrapai     | Decisión (unánime)                   | KOTC 37: Unfinished Business                  | 12 de junio de 2004      | 2      | 5:00      | California, Estados Unidos                     |       |
| Victoria  | 11-4-0  | Shad Smith            | KO (golpes)                          | KOTC 33: After Shock                          | 20 de febrero de 2004    | 1      | 0:40      | California, Estados Unidos                     |       |
| Victoria  | 10-4-0  | Glen Mincer           | KO (golpes)                          | World Extreme Fighting                        | 20 de diciembre de 2003  | 1      | 2:08      | Florida, Estados Unidos                        |       |
| Victoria  | 9-4-0   | William Sriyrapai     | Decisión (dividida)                  | KOTC 29: Renegades                            | 5 de septiembre de 2003  | 2      | 5:00      | California, Estados Unidos                     |       |
| Derrota   | 8-4-0   | Rick Davis            | Decisión (unánime)                   | WEFC 1: Bring It On                           | 29 de junio de 2002      | 4      | 4:00      | Georgia, Estados Unidos                        |       |
| Victoria  | 8-3-0   | Aristides Britto      | Rendición (heel hook)                | Dixie Rumble                                  | 17 de noviembre de 2001  | 1      | 3:09      | Estados Unidos                                 |       |
| Victoria  | 7-3-0   | Scott Johnson         | TKO (golpes)                         | Rumble in the Valley                          | 15 de noviembre de 2001  | 1      | 2:00      | Florida, Estados Unidos                        |       |
| Victoria  | 6-3-0   | Gerald Strebendt      | TKO (rendición a golpes)             | GC 7: Casualties of War                       | 4 de noviembre de 2001   | 1      | 1:40      | California, Estados Unidos                     |       |
| Victoria  | 5-3-0   | Jon Weidler           | Decisión (mayoría)                   | RSF 5: New Blood Conflict                     | 27 de octubre de 2001    | 3      | 4:00      | Georgia, Estados Unidos                        |       |
| Victoria  | 4-3-0   | Todd Carney           | KO (golpes)                          | RSF 4: Circle of Truth                        | 22 de septiembre de 2001 | 1      | Sin datos | Georgia, Estados Unidos                        |       |
| Derrota   | 3-3-0   | Duane Ludwig          | TKO (cansancio)                      | KOTC 10: Critical Mass                        | 4 de agosto de 2001      | 2      | 2:38      | California, Estados Unidos                     |       |
| Victoria  | 3-2-0   | John Wehbey           | TKO (detención de la esquina)        | RSF: Circle of Truth 1                        | 7 de abril de 2001       | 3      | 1:12      | Georgia, Estados Unidos                        |       |
| Victoria  | 2-2-0   | Robert Irizarry       | TKO (rendición a golpes)             | World Extreme Fighting: Rumble at the Rodeo 2 | 17 de marzo de 2001      | 3      | 1:43      | Kissimmee, Florida, Estados Unidos             |       |
| Derrota   | 1-2-0   | Rich Clementi         | TKO (rendición a golpes)             | World Extreme Fighting: Rumble at the Rodeo 1 | 16 de diciembre de 2000  | 1      | Sin datos | Sin datos                                      |       |
| Victoria  | 1-1-0   | Todd Carney           | KO (bombazo)                         | WEF: New Blood Conflict                       | 26 de agosto de 2000     | 1      | 2:21      | Sin datos                                      |       |
| Derrota   | 0-1-0   | John Swift            | Rendición (rear-naked choke)         | Lionheart Invitational                        | 1 de septiembre de 1999  | 1      | 12:46     | Georgia, Estados Unidos                        |       |